# Our American Cousin

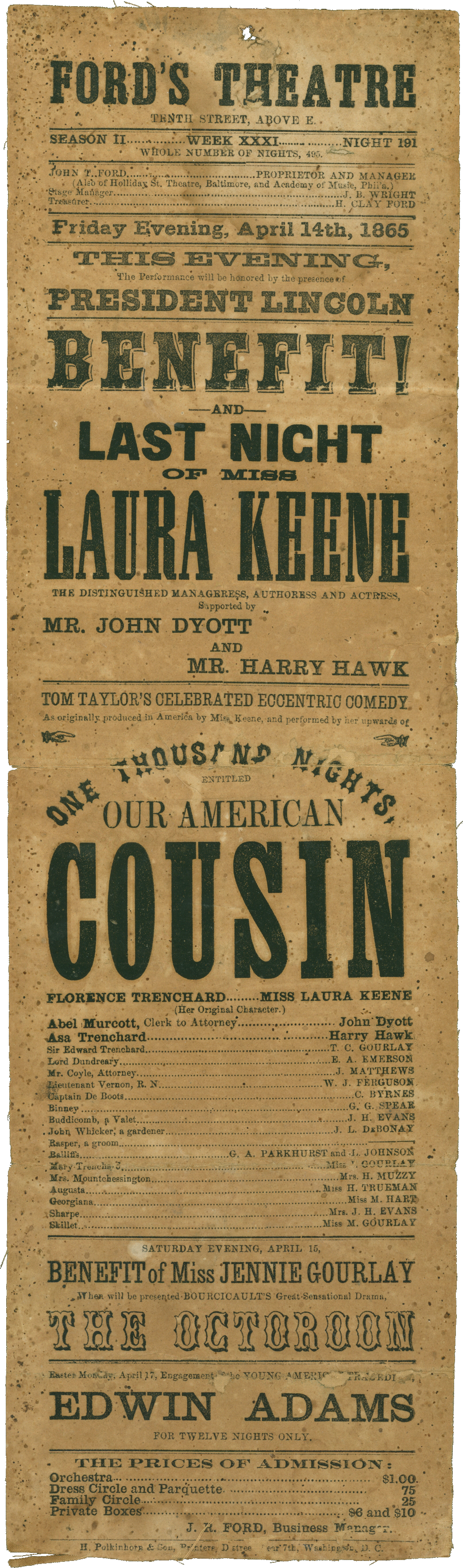
Aanplakbiljet voor de voorstelling van 14 april 1865

Our American Cousin is een komisch toneelstuk in drie scènes geschreven door de Britse auteur Tom Taylor. Het werd voor het eerst opgevoerd in New York in oktober 1858. In 1865 was het stuk al verschillende keren te zien geweest in Washington. Op 14 april van dat jaar werd president Abraham Lincoln doodgeschoten door John Wilkes Booth terwijl hij een opvoering ervan in Ford's Theatre bijwoonde.